# 스티븐 로버트슨
스티븐 로버트슨(Steven Robertson, 1977년 1월 1일 ~ )은 영국의 배우이다.

## 출연 작품

### 영화
- 인사이드 아임 댄싱 (2004)
- 킹덤 오브 헤븐 (2005)
- 메리 크리스마스 (2005)
- True North (2006)
- 골든 에이지 (2007)
- Sugarhouse (2007)
- A Gentle Creature (2009) - 단편
- 투어리스트 (2010)
- 브라이튼 록 (2010, Brighton Rock)
- 네즈 (2010, Neds)
- 5 데이즈 오브 워 (2011)
- The Somnambulists (2011)
- Scrubber (2012) - 단편
- The Comedian (2012)
- T2: 트레인스포팅 2 (2017)

### 텔레비전
- 더버빌가의 테스 (2008)
- Red Riding (2009)
- 루터 (2011) - 로버트 / 니컬러스 역
- 빙 휴먼 (2012-13)
- 셰틀랜드 (2013-23)